# Història de Zimbàbue

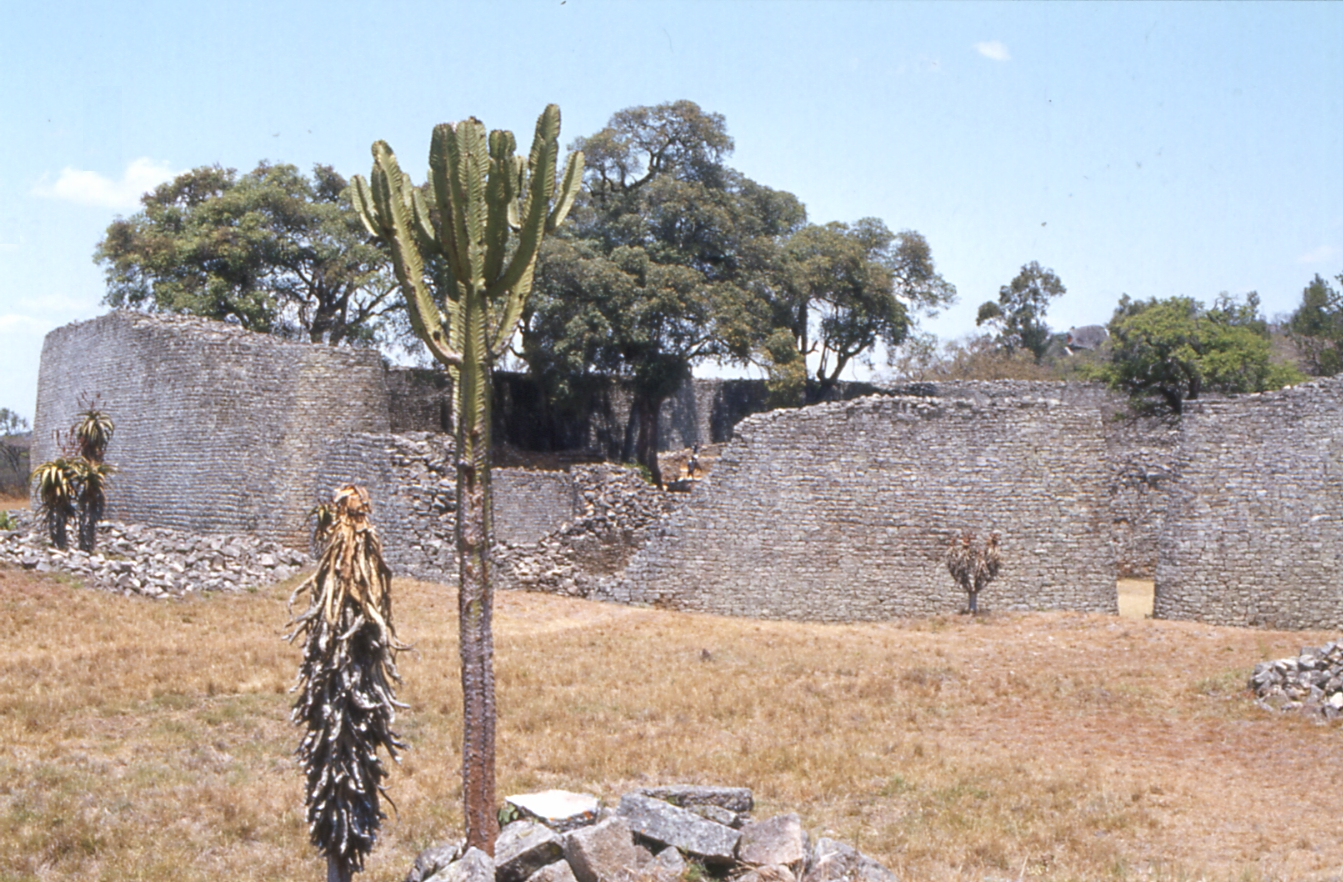
Zimbàbue és el bressol d'un dels imperis més grans i importants d'Àfrica. A la imatge la muralla del Gran Zimbàbue.

La història de Zimbàbue és una de les més antigues del món. L'actual territori de Zimbàbue té una de les poblacions humanes més antigues de tot el món, així mateix posseeix un dels patrimonis arqueològics més importants de l'Àfrica subsahariana com mostren les 35.000 restes arqueològiques trobades, inclòs el Gran Zimbàbue del que pren el país el seu nom.

## Període precolonial
El període entre els primers humans i l'arribada dels europeus és, malgrat tot l'excavat, encara un gran misteri. Se sap que el país va ser ocupat durant les fases mitjana i tardana de l'expansió bantu, igual que altres territoris del sud. Al segle XI es va crear el regne de Mapungubwe.
Els ndebele (branca matabele) van prendre possessió, sota el comandament del líder zulu Mzilikazi, l'àrea de Matabeleland el 1834 després d'haver estat expulsats de KwaZulu, Sud-àfrica, durant el Mfecane.
Durant molt temps va ser un lloc mític pels europeus, ple d'or, ivori i altres riqueses. Posteriorment una colònia on habitava una considerable població blanca que va dotar el país d'una notable infraestructura, però durant molts anys li va negar el coneixement del seu passat com un imperi africà, fins a l'arribada de la independència que ha suposat serioses millores i un exemple per imitar per altres països subdesenvolupats, segons l'opinió de diversos autors africans com Ali A Mazrui; però també un règim totalitari on la violació dels Drets Humans és sistemàtic i prolongat com va denunciar Amnistia Internacional.

## Zimbàbue com a colònia britànica
El descobriment d'or el 1867 va despertar la curiositat dels anglesos, que van acabar ocupant el territori, tot i les reivindicacions de Portugal, a qui l'Imperi Britànic va dirigir un ultimàtum el 1880. La colònia va quedar designada, el 1885, com Rhodèsia, en homenatge a Cecil Rhodes, qui el 1890 va aixecar una columna de pioners de la Companyia Britànica de l'Àfrica del Sud per colonitzar amb grangers blancs, Maxonalàndia, més tard part de Zimbabwe. El Cos de Pioners es va dissoldre oficialment l'1 d'octubre de 1890 i a cada membre se li van concedir terres per cultivar, en un territori que es va conèixer com Zambèsia del Nord. El 9 de maig de 1891 una Ordre del Consell va declarar Matabelelàndia i Maxonalàndia protectorats britànics, que el 23 de gener de 1894 es van unir en una entitat anomenada Zambèsia del Sud, que al seu torn el 3 de maig de 1895 es va unir amb Zambèsia del Nord per formar el protectorat de Rhodèsia. El 1893 el Protectorat de Betxuanalàndia de Sir John Swinburne va ser separat de Matabelelàndia, al qual va ser formalment annexada el 1911. Rhodèsia del Nord es va dividir administrativament el 1900 en Rhodèsia del Nord-est i Rhodèsia del Nord-oest. Maxonalàndia i Matabeleland van deixar de ser territoris poc desenvolupats en decadència, i es va establir un impost a les cabanes que tenia com a objectiu obligar els homes africans a abandonar els seus ramats i la seva economia de bescanvi per unir-se a l'economia monetària occidental mitjançant el treball assalariat. Una nova elit va arrabassar el control de la monarquia de l'Edat del Ferro que abans havia dominat i conservat el poder mitjançant la demostració d'una superioritat tecnològica aclaparadora juntament amb una confiança altíssima en els seus èxits. També es va imposar un nou ordre moral que alterà dràsticament la cultura i les creences dels pobles indígenes i aturà el declivi de la seva població.
Les dues Rhodèsies es van associar el 1953 amb Malawi per constituir la Federació de l'Àfrica Central, en la qual la Rhodèsia del Sud era la part més important. Rebutjada la federació el 1963, Malawi es va tornar independent i la Rhodèsia del Nord, amb la designació de Zàmbia també es va independitzar, però el Regne Unit es va negar a concedir l'autonomia a la Rhodèsia del Sud, per ser governada per la minoria blanca: aquesta va decretar unilateralment la independència el 1965 i va adoptar el règim republicà el 1970. El bloqueig econòmic decretat per l'ONU i la guerrilla, que va guanyar extraordinari impuls després de la independència de Moçambic el 1975, van fer que el país ascendís a la independència l'any 1980, prenent llavors el nom oficial de Zimbàbue.
La guerrilla negra es va iniciar el 1964 i va aconseguir la seva victòria el 1979. Durant la guerra van lluitar de la part del govern 5.000 membres de la força aèria, 10.000 de l'exèrcit, 8.000 policies, 35.000 reservistes, 1.500 tropes sud-africanes i milers de mercenaris (1.600 de Sud-àfrica, 1.800 de França, 1.050 d'Alemanya Occidental, 800 d'Israel i 2.800 de Portugal). Els rebels del ZAPU sumaven 20.000 combatents

## Zimbàbue independent
El 1985 Robert Mugabe, líder nacionalista negre, és elegit, optant per la via del socialisme. El 1987 és establert un règim presidencial, sent Mugabe electe cap de l'Estat. El 1990 són retirades progressivament les tropes que havien estat instal·lades a Moçambic. Mugabe va ser reelegit el 1996 amb el seu partit ZANU-PF, encara que va ser acusat pels seus contendents de favoritisme per part del govern. El 2000 el ZANU-PF va guanyar la majoria al Congrés, encara que es va fer notori l'avanç opositor del partit Moviment pel Canvi Democràtic (MCD), aquest partit quedaria en segon lloc en els comicis presidencials del 2002, i fou reelegit Mugabe. L'abril del 2008 es van celebrar eleccions presidencials i legislatives en què aparentment hauria triomfat l'opositor Moviment pel Canvi Democràtic amb el 50,3% dels vots.
Robert Mugabe Molt feble, va a Singapur per rebre atenció, ja que cap hospital de Zimbabwe és capaç de fer-ho correctament a causa del deteriorament del sistema sanitari del país. Va morir el 6 de setembre de 2019, als 95 anys, en un hospital de Singapur on havia estat hospitalitzat durant quatre mesos. Poc abans de morir, tot i negar-se a abandonar el poder, es va negar a ser enterrat a la necròpolis nacional de Herois Acre. Es decreta diversos dies de dol nacional fins al seu funeral, i tota la classe política li ret homenatge.
El 6 de setembre de 2019, Zanu-PF va atorgar a Mugabe "estatus d'heroi nacional".